# Nam Kyung-pil
Nam Kyung-pil (* 20. Januar 1965 in Yongin, Gyeonggi-do) ist ein südkoreanischer Politiker der konservativen Bareun-Partei. Von 1998 bis 2014 war er Mitglied der südkoreanischen Nationalversammlung und ist seit 2014 der amtierende 34. Gouverneur der Provinz Gyeonggi.

## Leben
Nam Kyung-pil ist der älteste Sohn des Politikers und Unternehmers Nam Pyeong-woo und dessen Frau Kim Min-jung. Nam beendete 1988 sein Studium in Sozialwesen an der Yonsei-Universität und arbeitete anschließend als Journalist bei der Kyeongin Ilbo (경인일보), einer Zeitung in Gyeonggi-do, die seinem Vater gehörte. Von August 1995 bis Mai 1996 studierte er an der Yale School of Management, einer an die Yale University angegliederten Graduate School, und erlangte dort seinen MBA in Public and Private Management.
Am 13. März 1998 verstarb sein Vater Nam Pyeong-woo, der seit 1992 der Nationalversammlung angehörte und zuletzt Mitglied der konservativen Hannara-Partei war. Bei den Nachwahlen am 21. Juli 1998 kandidierte Nam Kyung-pil für die Hannara-Partei für das ehemalige Direktmandat seines Vaters im Wahlkreis Paldal-gu. Er gewann die Wahl gegen den Kandidaten der Saejeongchi Gungminhoeu (Nationaler Kongress für neue Politik) Park Wang-sik mit 44,6 % der Stimmen. Bei den Wahlen zur 16. bis 19. Nationalversammlung konnte er sein Mandat für die Hannara-Partei verteidigen, die sich 2012 in Saenuri-Partei umbenannte.
Am 15. Mai 2014 legte Nam sein Mandat in der Nationalversammlung nieder, um bei den anstehenden Kommunalwahlen als Gouverneur für die Provinz Gyeonggi-do zu kandidieren und gewann die Wahl knapp mit 2.524.981 (50,43 %) Stimmen gegen den Kandidaten der Deobureo-minju-Partei Kim Jin-pyo mit 2.481.824 (49,57 %) Stimmen.
Am 22. November 2016 gaben Nam Kyung-pil und Kim Yong-tae, Mitglied der Nationalversammlung, ihren Austritt aus der regierenden Saenuri-Partei bekannt und stellten sich damit gegen die Parteiführung, die aus Anhängern von Präsidentin Park Geun-hye besteht, die seit Oktober in massiver Kritik wegen Korruptionsvorwürfen steht. Zusammen mit weiteren ehemaligen Mitgliedern der Saenuri-Partei gründeten sie im Januar 2017 die konservative Bareun-Partei. Am 25. Januar 2017 gab Nam bekannt, dass er sich um das Amt als Präsident Südkoreas bei den nächsten Präsidentschaftswahlen 2017 bewerben will.
Nam Kyung-pil war von 1989 bis 2014 mit Lee Ji verheiratet, aus der Ehe stammen zwei Söhne.

## Wahlergebnisse
Die folgende Tabelle gibt eine Übersicht über die Wahlergebnisse von Nam Kyung-pil.
| Jahr | Wahl                                                                 | Wahlkreis                      | Partei  | Stimmen (%)        | Ergebnis |
| ---- | -------------------------------------------------------------------- | ------------------------------ | ------- | ------------------ | -------- |
| 1998 | Nachwahlen in Südkorea 1998 (Nachwahl zur 15. Nationalversammlung)   | Gyeonggi-do Suwon-si Paldal-gu | Hannara | 19.112 (44,6 %)    | gewählt  |
| 2000 | Wahl zur 16. Nationalversammlung                                     | Gyeonggi-do Suwon-si Paldal-gu | Hannara | 51.893 (48,9 %)    | gewählt  |
| 2004 | Wahl zur 17. Nationalversammlung                                     | Gyeonggi-do Suwon-si Paldal-gu | Hannara | 44.287 (49,2 %)    | gewählt  |
| 2008 | Wahl zur 18. Nationalversammlung                                     | Gyeonggi-do Suwon-si Paldal-gu | Hannara | 41.025 (64,1 %)    | gewählt  |
| 2012 | Wahl zur 19. Nationalversammlung                                     | Gyeonggi-do Suwon-si C         | Saenuri | 50.011 (50,3 %)    | gewählt  |
| 2014 | Kommunalwahl in Südkorea 2014 (Wahl des Gouverneurs von Gyeonggi-do) | –                              | Saenuri | 2.524.981 (50,4 %) | gewählt  |